# Boston Terriers

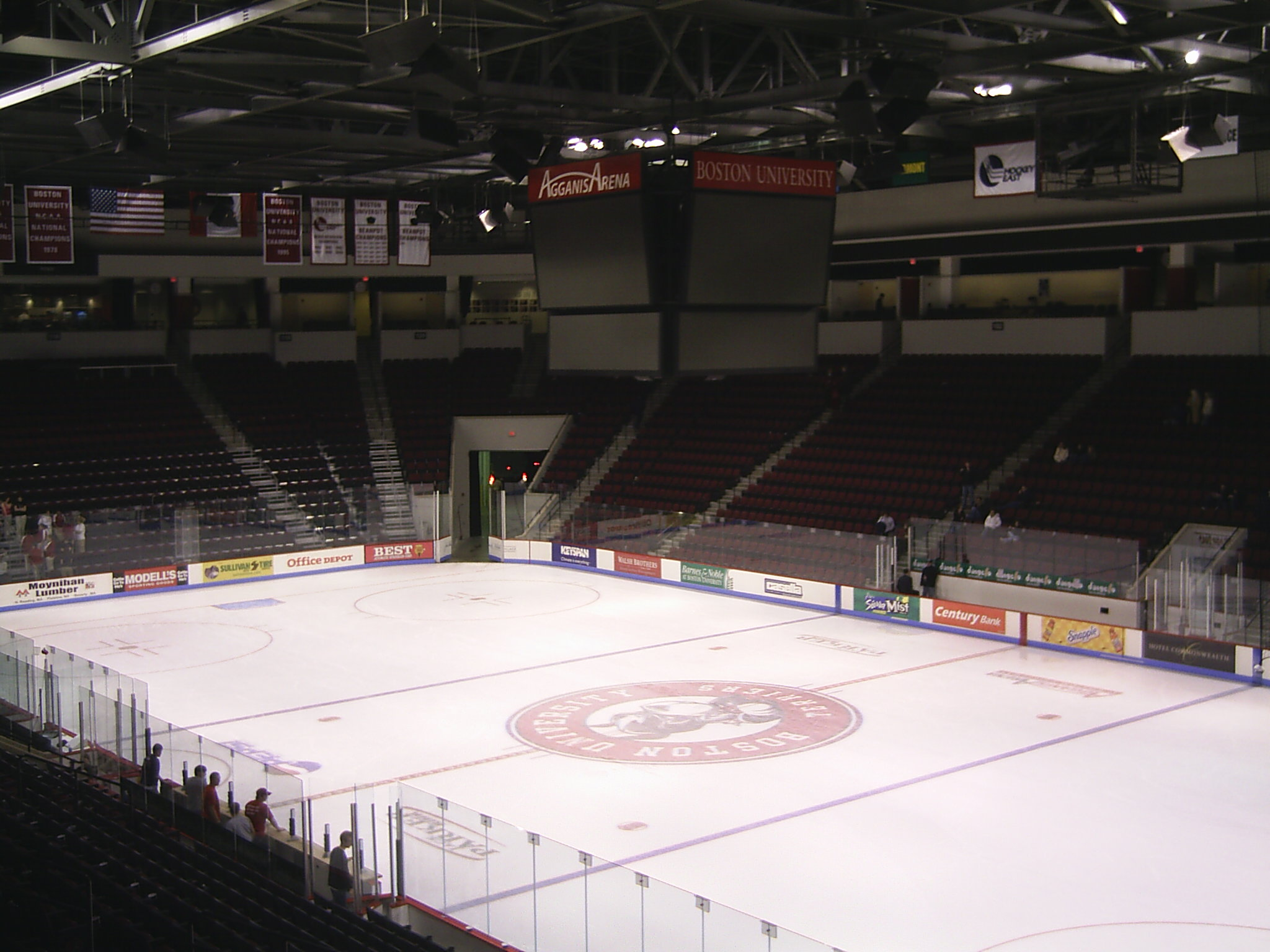
Agganis Arena

Boston University Terriers (en español: Terriers de la Universidad de Boston) es la denominación de los equipos deportivos de la Universidad de Boston, institución académica ubicada en Boston, Massachusetts. Los Terriers participan en las competiciones universitarias organizadas por la NCAA, y forman parte de la Patriot League desde 2013, mientras que en hockey sobre hielo compiten en la Hockey East.

## Apodo y mascota
El origen del nombre del apodo es de 1922, haciendo referencia a la raza de perro, boston terrier, originaria de aquella zona. La mascota se denomina Rhett the Boston Terrier, y está originada por el personaje Rhett Butler de la novela Lo que el viento se llevó, porque nadie ama a Escarlata más que Rhett, y es que el color principal de la universidad es el escarlata.

## Programa deportivo
Los Terriers compiten en 9 deportes masculinos y en 12 femeninos:
| Masculino: - Baloncesto - Campo a través - Fútbol - Tenis - Lucha libre - Atletismo - Natación - Hockey sobre hielo - Lacrosse | Femenino: - Baloncesto - Atletismo - Campo a través - Fútbol - Remo - Natación - Lacrosse - Voleibol - Hockey sobre hierba - Hockey sobre hielo - Softball - Tenis |

### Hockey sobre hielo
El equipo masculino de hockey sobre hielo es el más exitoso de la universidad, con 5 títulos nacionales conseguidos, en 1971, 1972, 1978, 1995 y 2009. En 21 ocasiones han llegado a la Frozen Four, siendo subcampeones en cinco ocasiones.

### Baloncesto
El equipo masculino de baloncesto ha conseguido ganar en 6 ocasiones el torneo de la America East Conference, la última de ellas en 2011. Cuatro jugadores salidos de sus aulas han llegado a jugar en la NBA.

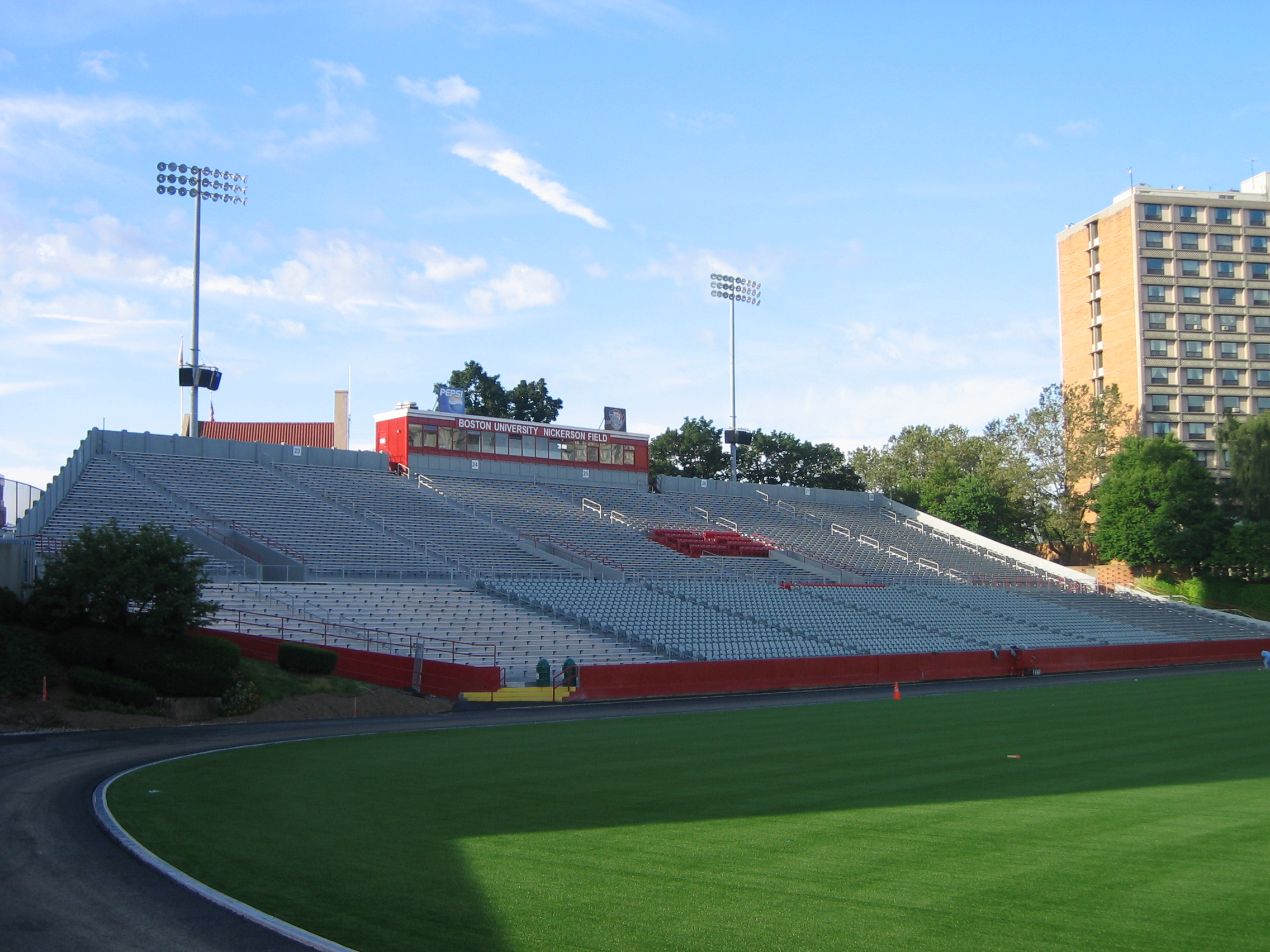
Gradas del Nickerson Field, sede del fútbol y el lacrosse.

## Instalaciones deportivas
- Agganis Arena es el estadio donde disputan sus partidos los equipos de baloncesto y hockey sobre hielo. Fue inaugurado en 2005 y tiene una capacidad para 6.300 espectadores pare el hockey y 7.200 para el baloncesto.[4]
- Nickerson Field, es el estadio donde disputan sus encuentros los equipos de fútbol y lacrosse. Su última remodelación fue en 2009 y tiene en la actualidad capacidad para 10.412 espectadores.[5]